# Sid y Marty Krofft
Sid y Marty Krofft conforman un prolífico equipo de hermanos productores de televisión que fueron influyentes en programas infantiles y de programas de variedades, particularmente entre los años 1970 y a principios de los 80's. Son en gran parte conocidos por un peculiar estilo de ambiciosos programas de fantasía, en donde con frecuencia aparecían marionetas grandes, argumentos conceptuales ligeros y uso extenso de efectos especiales de bajo presupuesto. El equipo también dominó el área de los programas de celebridades musicales y de variedad, durante el periodo.

## Años tempranos
Sid Krofft nació el 30 de julio de 1929 en Montreal; su hermano Marty nació allí el 9 de abril de 1937. Sid Krofft era un conocido titiritero que trabajó en vodevil y figuraba como intérprete en el Ringling Brothers and Barnum & Bailey Circus. En los años 1940s, Sid creó un show de títeres donde él interpretaba por su propia cuenta a varios personajes, "The Unusual Artistry of Sid Krofft" (El Arte Inusual de Sid Krofft), llevándolo a cabo, casi por todo el mundo. Él y Marty diseñaron las marionetas intricadas en el show. En 1957, los Kroffts crearon "Les Poupées de Paris," un show de títeres con temas más maduros.

## Producciones de televisión
La carrera como productores de los Kroffts empezó en 1969 con el hito del programa infantil H.R. Pufnstuf. La serie introdujo el marcado estilo Krofft: a un tamaño escala, diseños pintorescos, uso de títeres y efectos especiales. Tenía como protagonista a un muchacho que había sido engañado para llegar a un mundo de fantasía alterno, del cual nunca puede escapar; el equipo estableció así, una fórmula de narración que utilizarían muy a menudo. Los Kroffts también realizaron favorables manías por la creación de historias de superhéroes, a menudo con niños implicados como los héroes o como parte de un equipo de estos.
Las particularmente visionarias y populares producciones de los Kroffts incluyen: Land of the Lost (1974), Electra Woman and Dyna Girl (1976), Wonderbug (1976), The Bugaloos (1970), Sigmund and the Sea Monsters (1973) y Lidsville (1971).

## El mundo de Sid y Marty Krofft
En 1976, un desarrollador le pidió a los Kroffts diseñar un parque de atracciones para el complejo de Omni International, en el centro de la ciudad de Atlanta. The World of Sid and Marty Krofft fue el primer parque de atracciones de interior en el mundo, pero debido a la poca atención, fue cerrado después de seis meses. Entre otras cosas, la carencia de atención fue culpable; en ese hecho el complejo Omni — el lugar del parque — no fue percibido como un lugar seguro para visitar el parque cuando estaba abierto. El complejo ha experimentado desde entonces muchas y diversas renovaciones, cambiándolo lo más notablemente posible, a un complejo al aire libre y de interior. El nivel de seguridad es mucho más alto hoy en día, y el complejo ya no tiene la fama de ser un lugar peligroso a visitar. El parque de atracciones ocupó una sección del Omni que se encontraba varias plantas más arriba de la planta baja.
La escalera móvil más grande del mundo y de mayor durabilidad fue construida para el parque, y fue la responsable de no dejar pasar a los huéspedes por la entrada del parque desde la planta baja del complejo Omni. Sigue estando todavía en funcionamiento, aunque para los visitantes regulares del recorrido del CNN Center, para ir de una parte del tour a otra.
En una muy creativa armonía con la naturaleza (en alusión a los tocayos del parque), el sitio ofrece elaboradas atracciones, tales como un carrusel gigante adornado con cristales, y también una máquina gigante de pinball conocida por dar un paseo, en el cual, los jinetes se sientan dentro de vainas gigantes en forma de bolas, que rebotan a través de la "máquina", de manera similar a como lo hace una bola dentro de una máquina de pinball automática.
El espacio del parque es actualmente ocupado para parte de las operaciones de CNN Atlanta. Algunos segmentos para el show de televisión de sábado en la mañana de los Kroffts, fueron filmados en el complejo Omni. En el lobby del complejo Omni está todavía presente, un modelo a escala de la escalera móvil, construido cuando el parque de atracciones todavía estaba abierto. Una mirada final del modelo mostraba al parque, como estaba en el detalle, lleno de colores.

## Logros de los Kroffts
Los memorables programas infantiles de los Kroffts se han desarrollado en un amplio y duradero público, en gran parte entre los adultos que miraron los shows como si fueran verdaderos niños. Las producciones de los Kroffts han sido incluidas prominentemente en una categoría del espectáculo conocida como campo.
Los Kroffts también fueron responsables de un gran número de programas de música y de variedades de gran audiencia. Estos shows también tendieron a emplear una fórmula confiable, en este caso teniendo a un anfitrión o equipo de anfitriones del espectáculo, celebridades invitadas semanalmente, ostentosos y coloridos escenarios, frecuentes intervalos de guion de bromas, chistes de maquinistas, "corny" (trillado), y un bondadoso sketch cómico.
Los Kroffts han salido de vez en cuando de su exitosa fórmula, esto es notable en una nueva versión de Family Affair (2002) y en la sátira política con marionetas, D.C. Follies (1987). Recientemente, el equipo ha procurado actualizar algunas de sus series para una generación más joven, incluyendo nuevas versiones de Land Of The Lost, Electra Woman y Dyna Girl, y H.R. Pufnstuf.
A menudo, los Kroffts son reconocibles por su visión y la creatividad ambiciosa de sus proyectos. Además de sus pintorescos e hiperactivo-cinéticos programas, ellos crearon con frecuencia programas infantiles con historias complejas, protagonistas inusuales, únicas y modernas sensibilidades, o con más tonos de acción que los shows infantiles.
El renombre del "campo" de los Kroffts proviene, en gran parte, de los valores de las producciones de los shows a bajo presupuesto, de la sensación — a menudo surrealista — de algunos de los programas, el estilo único de la música y diseño de los años 70, y muchas referencias intencionales o inintencionales del uso de las drogas psicotrópicas.

## Producciones de Sid y Marty Krofft de 1969-2003
- Family Affair (2002)
- Electra Woman and Dyna Girl (2001) (piloto sin éxito)
- Land of the Lost (1991)
- D.C. Follies (1987)
- The Patti Labelle Show (1985)
- Pryor's Place (1984)
- Harry Tracy, Desperado (1982)
- Barbara Mandrell and the Mandrell Sisters (1980)
- Middle Age Crazy (1980)
- The Bay City Rollers Show también conocido como The Krofft Superstar Hour Starring the Bay City Rollers (1978)
- The Krofft Supershow (1978)
- Bigfoot and Wildboy (1977)
- The Brady Bunch Hour (1977)
- World of Sid and Marty Krofft parque de atracciones (1976)
- Wonderbug (1976)
- Electra Woman and Dyna Girl (1976)
- Dr. Shrinker (1976)
- Donny and Marie (1976) también conocido como The Osmond Family Show
- The Lost Saucer (1975)
- Far Out Space Nuts (1975)
- Land of the Lost (1974)
- Sigmund and the Sea Monsters (1973)
- Lidsville (1971)
- The Bugaloos (1970)
- Pufnstuf (1970)
- H.R. Pufnstuf (1969)